# Jean-Paul Heider
Pour les articles homonymes, voir Heider.
Jean-Paul Heider, né le 13 février 1939 à Strasbourg (Bas-Rhin), est un homme politique français.

## Distinctions
- Chevalier de la Légion d'honneur
- Médaille d'honneur du travail, argent

## Détail des fonctions et des mandats
Mandat parlementaire
- 10 juin 1993 - 18 juillet 1994 : Député européen